# Johan Ramstedt
För andra betydelser, se Johan Ramstedt (olika betydelser).
Johan Olof Ramstedt, född 7 november 1852 i Stockholm, död 15 mars 1935, var en svensk ämbetsman, politiker och Sveriges statsminister april–augusti 1905 samt överståthållare i Stockholm.

## Tidiga år

### Bakgrund
Johan Ramstedt föddes i en välbärgad familj, i kvarteret Neptunus mindre nr 4 i Storkyrkoförsamlingen i Stockholm, som son till klädesfabrikören Reinhold Ramstedt (1819–1894) och dennes hustru Maria Sofia Haeggström (1830–1910). 

### Utbildning
Efter mogenhetsexamen i maj 1869 inskrevs han vid Uppsala universitet och tog där kansliexamen som gjorde det möjligt för honom att 1873 bli auskultant vid Svea hovrätt.

## Karriär
Johan Ramstedt blev vice häradshövding 1878, tillförordnad hovrättsfiskal vid Svea hovrätt 1880, adjungerad ledamot av hovrätten 1882 och ordinarie hovrättsfiskal 1884.
Ramstedt blev 1876 kanslinotarie vid Andra kammarens riksdagskansli och 1877–1882 vid Första kammarens riksdagskansli. Efter att ha blivit tillförordnad revisionssekreterare 1892 utsågs han 1896 till expeditionschef i Justitiedepartementet och 1898 till justitieråd.
Ramstedt kallades den 5 juli 1902 av den nye statsministern Erik Gustaf Boström till regeringen som konsultativt statsråd. I dennes regering tjänstgjorde han bland annat som tillförordnad utrikesminister mellan Alfred Lagerheim och August Gyldenstolpe. 

### Sveriges statsminister
Efter Boströms avgång i samband med unionskrisen 1905 utsågs Ramstedt till statsminister, 13 april–2 augusti. I samråd med kronprins Gustaf V gjorde han upp en plan som gick ut på att erbjuda norrmännen utträde ur unionen förutsatt att stortinget inte upplöste unionen. Planen kom aldrig till utförande i och med att stortinget upplöste unionen den 7 juni.
Den svenska regeringen utlyste en urtima riksdag där man skulle delge svenska riksdagen ett förslag som innebar att riksdagen skulle ge svenska regeringen förhandlingsmöjlighet med norrmännen i syfte att upplösa unionen.
Det hemliga utskottet, lett av förstakammar-protektionisternas ledare Christian Lundeberg, avslog regeringens förslag och Ramstedt blev tvungen att lämna in sin avskedsansökan tillsammans med resten av regeringen, någonting som inte hade hänt sedan 1809.
Ramstedt utsågs återigen till justitieråd av regeringen Lundeberg, och blev 1909 Sveriges förste regeringsråd i det nygrundade Regeringsrätten, för att 1912 av regeringen Staaff slutligen utses till överståthållare, som vilket han kvarstod till 1920. Efter avgången från överståthållarämbetet levde han ett stilla liv fram till sin död i Stockholm 1935.

## Familj

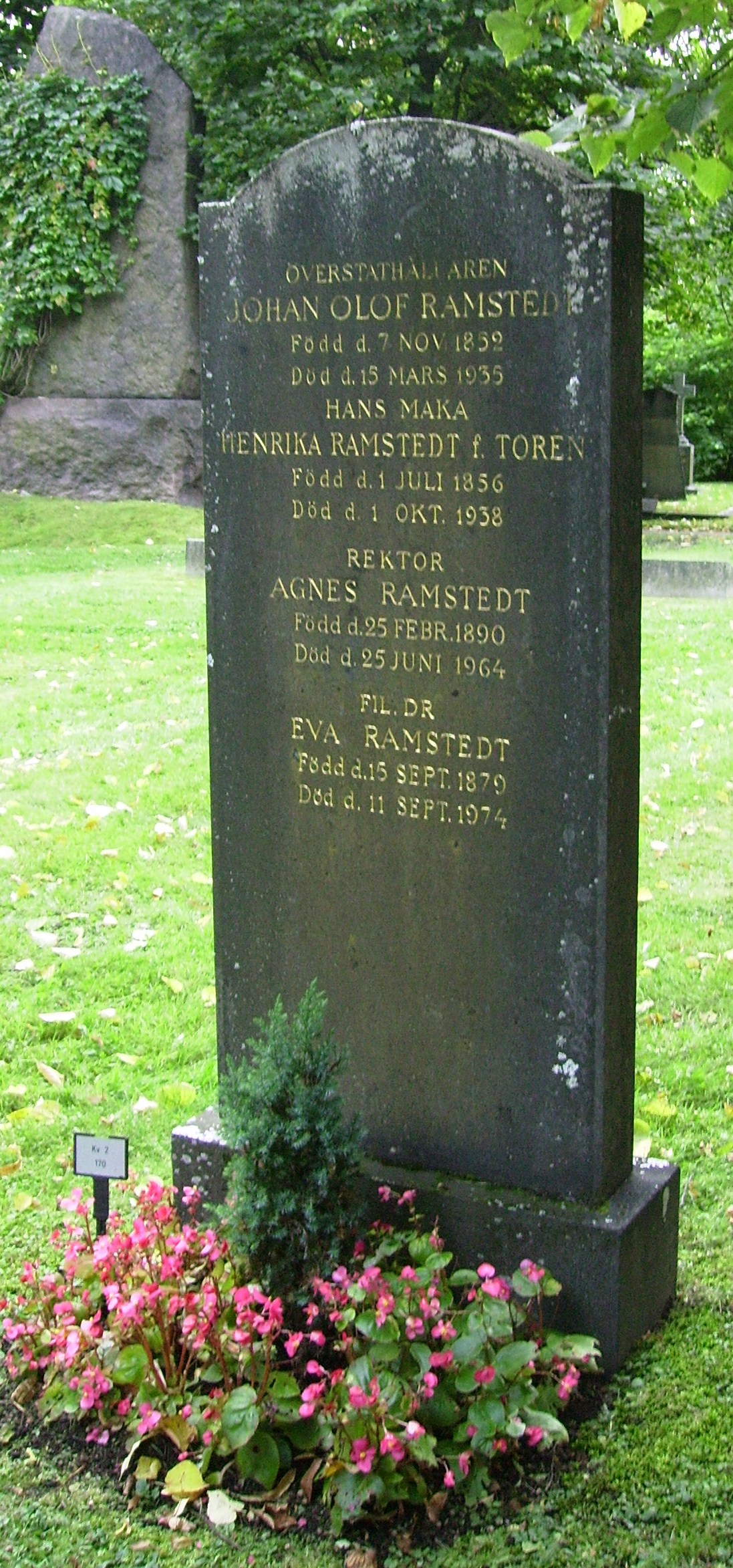
Johan Ramstedts gravvård på Norra begravningsplatsen i Solna kommun.

Johan Ramstedt gifte sig 29 november 1878 med Henrika Charlotta Torén, dotter till Carl Axel Torén och friherrinnan Charlotta Sofia Augusta von Friesendorff född i ätten von Friesendorff.
I äktenskapet föddes dottern Eva Ramstedt och sonen Gunnar Ramstedt.

## Utmärkelser

### Svenska utmärkelser
- Riddare och kommendör av Kungl. Maj:ts orden (Serafimerorden), 31 december 1920.[6]
- Kommendör med stora korset av Nordstjärneorden, 1 december 1904.[7]
- Kommendör av första klassen av Nordstjärneorden, 1 december 1899.[8]

### Utländska utmärkelser
- Storkorset av Danska Dannebrogorden, tidigast 1909 och senast 1915.[9][10]
- Riddare av storkorset av Sankt Mauritius- och Lazarusorden, tidigast 1909 och senast 1915.[9][10]
- Storkorset av Norska Sankt Olavs orden, tidigast 1918 och senast 1921.[11][12]
- Riddare av första klassen av Norska Sankt Olavs orden, senast 1901.[13]
- Storofficer av Franska Hederslegionen, tidigast 1909 och senast 1915.[9][10]

### Övriga källor
- Johan O Ramstedt, urn:sbl:7527, Svenskt biografiskt lexikon (art av Torgny Nevéus), hämtad 2013-02-09.
- Nordisk Familjebok 1915, band 22 spalt 985